# Messerschmitt Me 323 Gigant
Messerschmitt Me 323 Gigant – niemiecki wojskowy samolot transportowy zaprojektowany i budowany od 1942 w wytwórni Messerschmitt A.G. w zakładach w Leipheim i Obertraubling.

## Historia
W 1941 w dowództwie Luftwaffe zaczęto rozważać zwiększenie możliwości transportowych. Wśród innych konstrukcji prototypowych powstał szybowiec oznaczony Messerschmitt Me 321 Gigant. Spełniał on wymogi transportowe, lecz okazało się, że brak jest dostatecznej ilości samolotów o odpowiedniej mocy, mogących je holować (nawet niezwykły pięciosilnikowy Heinkel He 111Z okazał się niewystarczający).

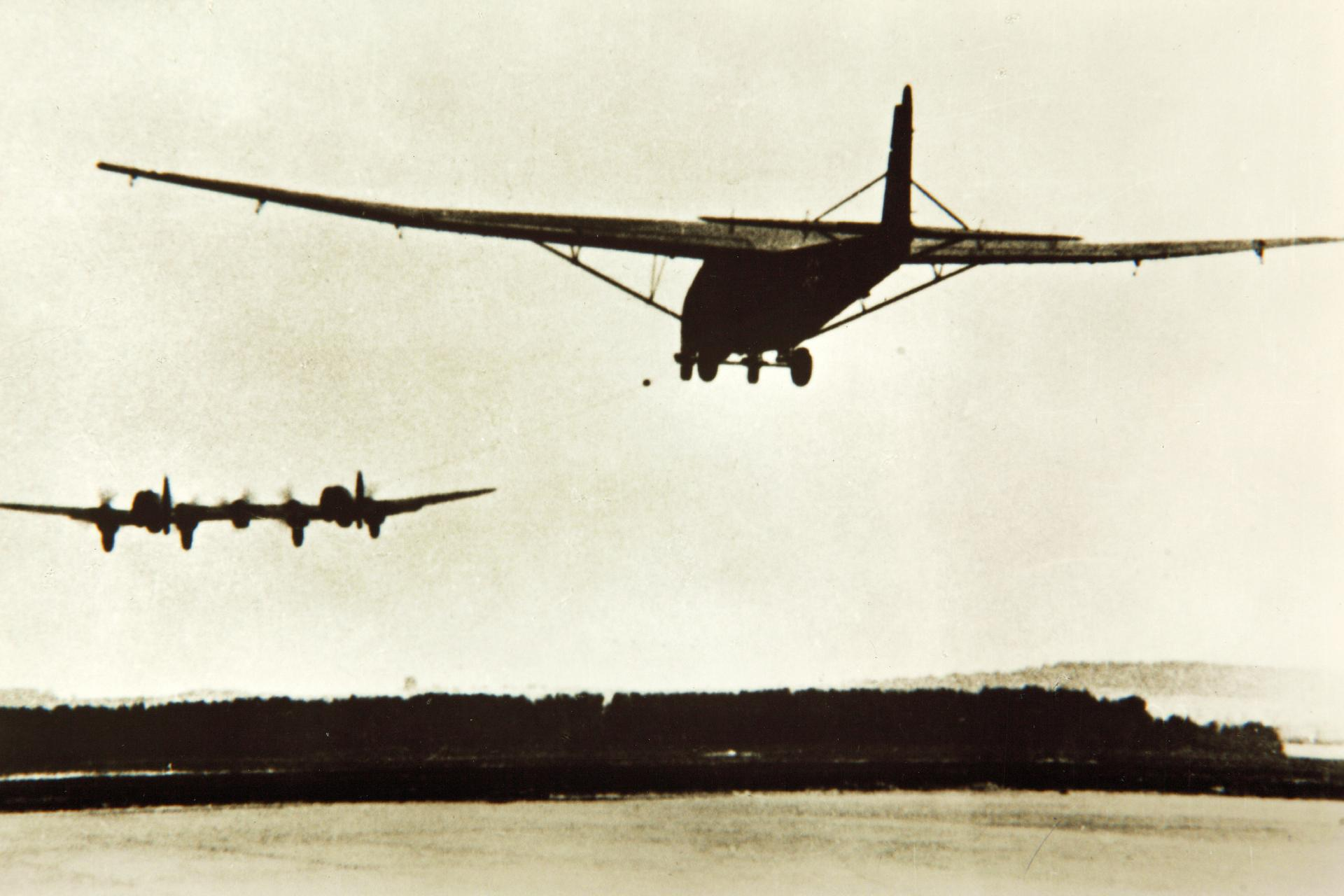
He 111Z holujący szybowiec Me 321

W wytwórni Messerschmitta na podstawie szybowca Messerschmitt Me 321 zaprojektowano samolot transportowy oznaczony Messerschmitt 323 Gigant (czasami jest on określany jako motoszybowiec). Wzmocniona konstrukcja tego samolotu była identyczna z szybowcem, w którym zamontowano wielokołowe podwozie i 6 francuskich zdobycznych silników Gnome-Rhône 14N na skrzydłach, po trzy z każdej strony kadłuba. Prototyp tego samolotu oblatano w 20 stycznia 1942.
Kadłub o przekroju prostokątnym składał się z rurowej konstrukcji stalowej całkowicie pokrytej tkaniną. Na dziobie znajdowało się dwoje drzwi, które można było otworzyć na boki, przez co odsłonięto cały przekrój przestrzeni ładunkowej o powierzchni 10 m². Dwa fotele pilota z podwójnym sterowaniem umieszczono obok siebie w opancerzonej kabinie pilotów. Dwaj inżynierowie pokładowi, z których każdy był odpowiedzialny za trzy silniki po swojej stronie, zajmowali swoje miejsca we wnękach odpowiednich skrzydeł.
Duży nacisk położono na rozmieszczenie odpowiednich instrumentów na desce rozdzielczej ME 323 monitorujących silniki.
Powodem tego był fakt, że Me 323, jako największy samolot transportowy Luftwaffe, wielokrotnie musiał borykać się z licznymi problemami z silnikami. Francuskie silniki gwiazdowe Gnòme-Rhòne 14 N (990 KM, wersja E o mocy 11000 KM) często nagrzewały się podczas ciągłej pracy. Aby monitorować każdy silnik, w sterowni pokładowej znajdowało się 6 dodatkowych paneli wyposażenia, po jednym dla każdego silnika. Istnieje tylko kilka zdjęć z lotu Me 323 bez co najmniej jednego unieruchomionego silnika!
Samolot ten stał się największym samolotem transportowym, jakiego używano w II wojnie światowej, miał on pięciokrotnie większy udźwig od standardowego samolotu transportowego Luftwaffe – Junkers Ju 52.
Produkcję seryjną rozpoczęto w maju 1942, produkowany był w kilku odmianach. Odmiany różniły się mocą silników oraz zastosowaniem uzbrojenia obronnego. Dostawy rozpoczęły się w sierpniu 1942 roku, a w listopadzie tego samego roku Me 323D zaczęły zaopatrywać  Afrika Korps Rommla w Afryce północnej. Jego ładowność pozwalała transportować kompletny zestawow przeciwlotniczy 8,8-cm-Flak 41 lub 52 beczki po 250 litrów paliwa każda lub 130 żołnierzy z pełnym wyposażeniem lub 60 rannych z personelem medycznym. Produkcję zakończono w kwietniu 1944. Według różnych źródeł zbudowano łącznie 201 lub 209 samolotów tego typu wszystkich odmian.

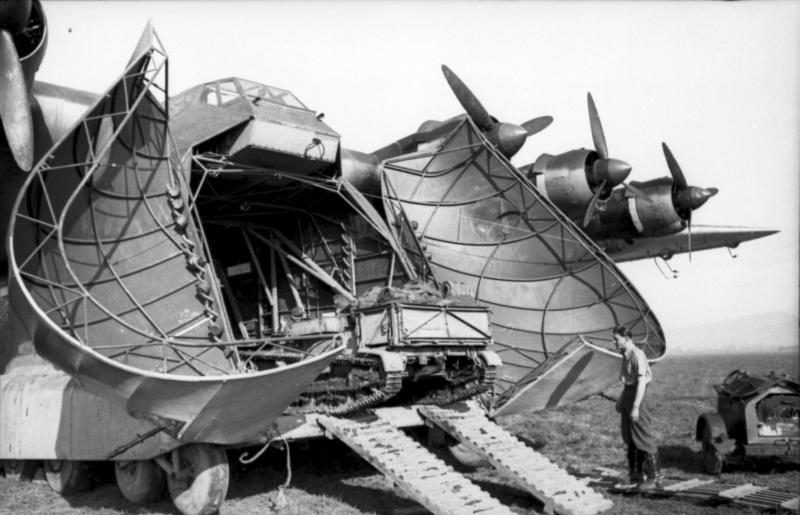
Me 323 Gigant podczas rozładunku

## Użycie w lotnictwie
Samoloty transportowy Messerschmitt Me 323 Gigant był stosowany przez Luftwaffe na wszystkich frontach II wojny światowej, zarówno do transportu materiałów i żołnierzy na linie frontu, jak również do ewakuacji rannych czy wojsk z okrążenia.
Samoloty te były często zestrzeliwane oraz wracały z dużymi uszkodzeniami. Wtedy to z uwagi na łatwość łatania przestrzelin nazwano je Leukoplast-Bomber.
„Samoloty tego typu dostarczały zaopatrzenie i posiłki dla niemieckiego Afrika Korps. Wtedy to z tymi samolotami spotkali się polscy piloci z Polskiego Zespołu Myśliwskiego, którzy w dniu 22 kwietnia 1943 stoczyli walkę z osłoną około 20 myśliwców włoskich i niemieckich nad wyspą Pantellerią. Gdy Polacy rozbijali eskortę, nadleciały brytyjskie samoloty i zaczęły jeden po drugim niszczyć „giganty”.
Te samoloty wykorzystywano w maju 1943 do ewakuacji żołnierzy Afrika Korps z terenów Tunezji. Swoisty rekord ustanowiła załoga pewnego Me 323 Gigant, zabierając na pokład 340 żołnierzy. 120 z nich leżało pomiędzy dźwigarami w płacie.

## Konstrukcja
Samolot Messerschmitt Me 323 Gigant miał konstrukcję mieszaną, kadłub wykonany z rur stalowych pokryty płótnem. Dziób kadłuba otwierał się na boki, spełniając rolę platformy załadunkowej. Skrzydła metalowe (dźwigar kratownicowy) wyposażone w szczelinowe klapy i lotki. Podwozie stałe, niskie – składało się z 10 kół.